# Blake Morrison
Blake Morrison (Skipton, 8 ottobre 1950) è un poeta e scrittore inglese, autore di una vasta gamma di opere, dalla poesia alla critica e al giornalismo letterario. Il suo più grande successo è il romanzo memoriale best seller And When Did You Last See Your Father?, da cui di recente, nel 2007, è stato tratto un film. 
Dal 2003, Morrison è professore di 'Creative and Life Writing' al Goldsmiths College. È membro della Royal Society of Literature.

## Pubblicazioni
- The Movement: English Poetry and Fiction of the 1950s (Oxford University Press, 1980)
- Seamus Heaney (Methuen, 1982)
- The Penguin Book of Contemporary British Poetry (co-editor with Andrew Motion) (Penguin, 1982)
- Dark Glasses (Chatto & Windus, 1984)
- The Ballad of the Yorkshire Ripper (and Other Poems) (Chatto & Windus, 1987)
- The Yellow House (illustrations by Helen Craig) (Walker Books, 1987)
- And When Did You Last See Your Father? (Granta, 1993)
- Gli uomini sono una beffa degli angeli. Poesia Britannica contemporanea, a cura di Erminia Passannanti, con una prefazione di Blake Morrison (Ripostes, 1994)
- Penguin Modern Poets 1 (Morrison, James Fenton, Kit Wright) (Penguin, 1995)
- Mind Readings: Writers' Journeys Through Mental States(co-editor with Sara Dunn and Michèle Roberts) (Minerva, 1996)
- Pendle Witches (illustrations by Paula Rego) (Enitharmon Press, 1996)
- The Cracked Plot (Samuel French, 1996)
- As If (Granta, 1997)
- Too True (Granta, 1998)
- Selected Poems (Granta, 1999)
- The Justification of Johann Gutenberg (Chatto & Windus, 2000)
- Things My Mother Never Told Me (Chatto & Windus, 2002)
- Antigone and Oedipus (Northern Broadsides, 2003)
- South of the River (Chatto & Windus, 2007)

## Premi e riconoscimenti
- 1980 Eric Gregory Award
- 1985 Dylan Thomas Prize
- 1985 Somerset Maugham Award per Dark Glasses
- 1988 E. M. Forster Award
- 1993 Esquire/Volvo/Waterstone's Non-Fiction Book Award per And When Did You Last See Your Father?
- 1994 Premio PEN/Ackerley per And When Did You Last See Your Father?